# 1966 في بلغاريا
فيما يلي قوائم الأحداث التي وقعت خلال عام 1966 في بلغاريا.

## أحداث
- 3-11 يونيو - أقيمت بطولة أوروبا لكرة السلة للسيدات عام 1960 في صوفيا. فاز الاتحاد السوفيتي بالميدالية الذهبية، وفازت بلغاريا بالميدالية الفضية، وفازت تشيكوسلوفاكيا بالميدالية البرونزية.[1]
- 20 يوليو - بثت القناة التلفزيونية البلغارية العامة (بالإنجليزية: BNT 1)‏ والقناة الرئيسية للتلفزيون الوطني البلغاري (بالإنجليزية: (BNT))‏ حلقة تجريبية من البرنامج الإخباري البلغاري الرئيسي الذي يُبث يوميًا على قناة التلفزيون البلغاري العام.

## رياضة
- 12 يونيو – الدوري البلغاري الممتاز 1965-66 الفائز سسكا صوفيا.

## مواليد

### يناير
- 25 يناير – فالنتين ايفانوف

### فبراير
- 8 فبراير – خريستو ستويتشكوف لاعب كرة قدم بلغاري.

### مارس
- 29 مارس – كراسيمير بالاكوف لاعب كرة قدم بلغاري.

### يونيو
- 7 يونيو – زلاتكو يانكوف لاعب كرة قدم بلغاري.

### يوليو
- 15 يوليو – بيتار ميختارسكي لاعب كرة قدم بلغاري.
- 16 يوليو – توماس ميخائيل هيغينز مستثمر من الولايات المتحدة الأمريكية.

### أغسطس
- 31 أغسطس – لوبوسلاف بينيف لاعب كرة قدم بلغاري.

### نوفمبر
- 25 نوفمبر – خريستو فورنيغوف ملاكم بلغاري.

### أبريل
- 1 أبريل – ديميتار ديموف (مواليد 1909)